# Градашница (пећина)
Пећина Градашница се налази у изворишном делу реке Велика Градашница на северозападним падинама Великог гребена, на 375 м.н.в.
Пећина је дужине 529m, денивелације 18m, формирана је на контакту горњојурских кречњака са доњокредним пешчарима и глинцима. Из пећине извире речни ток који се после 100m улива у Велику Градашницу. Дно главног канала прекривено је механичким речним седиментима- песком и шљунком, у којима су на више места усечене терасе у акумулираном материјалу. Речни ток формирао је низ травертинских када у западном активном каналу. Удаљена је 3,5km од села Мироч и око 15km од Ђердапске магистрале.